# Poropuntius birtwistlei
 Poropuntius birtwistlei és una espècie de peix cipriniforme de la família dels ciprínids que es troba a la península de Malaca i a Sumatra (Indonèsia).